# The Montecito Picture Company
The Montecito Picture Company – amerykańska wytwórnia filmowo-telewizyjna, której właścicielem jest Ivan Reitman. Znajduje się na działce Sony Pictures w Culver City w Kalifornii. Słowo „Montecito” to miasto w Kalifornii w hrabstwie Santa Barbara.
Poprzedniczką The Montecito Picture Company była wytwórnia Northern Lights Entertainment, będąca własnością Reitmana.